# Lypha macquartina
Lypha macquartina là một loài ruồi trong họ Tachinidae.